# Primera División 1988-1989 (Argentina)
L'edizione 1988-1989 della Primera División argentina fu la quarta ad essere organizzata sul modello dei campionati europei. Il titolo fu vinto dall'Independiente.

## Il sistema di punteggio
La federazione calcistica argentina adottò un insolito sistema di punteggio. Dopo ogni pareggio, aveva luogo una serie di calci di rigore, e alla squadra vincitrice veniva accordato un punto bonus.
- 3 punti: partita vinta al 90'
- 2 punti: pareggio al 90' e vittoria ai rigori
- 1 punto: pareggio al 90' e sconfitta ai rigori
- 0 punti: sconfitta al 90'

## Classifica
| Pos. | Squadra              | Punti | G  | V  | N  | P  | GF | GS | DR  | V (rigori) | P (rigori) |
| 1    | Independiente        | 84    | 38 | 22 | 11 | 5  | 58 | 32 | 26  | 7          | 4          |
| 2    | Boca Juniors         | 76    | 38 | 20 | 9  | 9  | 56 | 38 | 18  | 7          | 2          |
| 3    | Deportivo Español    | 68    | 38 | 16 | 14 | 8  | 45 | 31 | 14  | 6          | 8          |
| 4    | River Plate          | 67    | 38 | 16 | 13 | 9  | 51 | 36 | 15  | 6          | 7          |
| 5    | San Lorenzo          | 66    | 38 | 16 | 10 | 12 | 58 | 44 | 14  | 8          | 2          |
| 6    | Talleres             | 65    | 38 | 16 | 12 | 10 | 48 | 43 | 5   | 5          | 7          |
| 7    | Argentinos Juniors   | 61    | 38 | 13 | 16 | 9  | 55 | 39 | 16  | 6          | 10         |
| 8    | Estudiantes          | 61    | 38 | 15 | 12 | 11 | 53 | 41 | 12  | 4          | 8          |
| 9    | Racing Avellaneda    | 59    | 38 | 13 | 16 | 9  | 47 | 41 | 6   | 6          | 10         |
| 10   | Gimnasia La Plata    | 57    | 38 | 10 | 16 | 12 | 31 | 30 | 1   | 11         | 5          |
| 11   | Vélez Sársfield      | 53    | 38 | 8  | 17 | 13 | 37 | 54 | -17 | 12         | 5          |
| 12   | Newell's Old Boys    | 51    | 38 | 11 | 13 | 14 | 42 | 44 | -2  | 7          | 6          |
| 13   | Rosario Central      | 51    | 38 | 10 | 16 | 12 | 49 | 55 | -6  | 7          | 9          |
| 14   | Textil Mandiyú       | 51    | 38 | 7  | 19 | 12 | 35 | 44 | -9  | 11         | 8          |
| 15   | Platense             | 50    | 38 | 11 | 11 | 16 | 36 | 51 | -15 | 6          | 5          |
| 16   | Racing (C)           | 50    | 38 | 11 | 11 | 16 | 38 | 54 | -16 | 6          | 5          |
| 17   | San Martín (T)       | 46    | 38 | 12 | 10 | 16 | 38 | 49 | -11 | 2          | 8          |
| 18   | Ferro Carril Oeste   | 45    | 38 | 8  | 14 | 16 | 35 | 43 | -8  | 7          | 7          |
| 19   | Deportivo Armenio    | 37    | 38 | 5  | 15 | 18 | 29 | 57 | -28 | 7          | 8          |
| 20   | Instituto de Córdoba | 31    | 38 | 7  | 9  | 22 | 38 | 65 | -27 | 1          | 8          |
| ---- | -------------------- | ----- | -- | -- | -- | -- | -- | -- | --- | ---------- | ---------- |

### Marcatori
| Pos. | Giocatore            | Squadra              | Gol |
| ---- | -------------------- | -------------------- | --- |
| 1    | Néstor Raúl Gorosito | San Lorenzo          | 21  |
| 2    | Oscar Dertycia       | Argentinos Juniors   | 20  |
| 3    | Juan Comas           | Racing Avellaneda    | 19  |
| 4    | Ariel Cozzoni        | Instituto de Córdoba | 18  |

### Retrocessioni
| Squadra                 | Media | Punti | Giocate | 1986-87 | 1987-88 | 1988-89 |
| ----------------------- | ----- | ----- | ------- | ------- | ------- | ------- |
| Independiente           | 1.219 | 139   | 114     | 47      | 37      | 55      |
| Newell's Old Boys       | 1.193 | 136   | 114     | 48      | 55      | 33      |
| San Lorenzo             | 1.184 | 135   | 114     | 44      | 49      | 42      |
| Racing Avellaneda       | 1.158 | 132   | 114     | 44      | 48      | 40      |
| Boca Juniors            | 1.140 | 130   | 114     | 46      | 35      | 49      |
| River Plate             | 1.140 | 130   | 114     | 39      | 46      | 45      |
| Rosario Central         | 1.079 | 123   | 114     | 49      | 40      | 34      |
| Deportivo Español       | 1.070 | 122   | 114     | 36      | 40      | 46      |
| Gimnasia de La Plata    | 1.018 | 116   | 114     | 37      | 43      | 36      |
| Vélez Sársfield         | 1.009 | 115   | 114     | 41      | 41      | 33      |
| Estudiantes de La Plata | 0.974 | 111   | 114     | 37      | 32      | 42      |
| Argentinos Juniors      | 0.965 | 110   | 114     | 28      | 40      | 42      |
| Talleres de Córdoba     | 0.956 | 109   | 114     | 38      | 27      | 44      |
| Ferro Carril Oeste      | 0.939 | 107   | 114     | 44      | 33      | 30      |
| Textil Mandiyú          | 0.868 | 33    | 38      | N/A     | N/A     | 33      |
| Platense                | 0.860 | 98    | 114     | 27      | 38      | 33      |
| Instituto de Córdoba    | 0.851 | 97    | 114     | 41      | 33      | 23      |
| Racing (C)              | 0.851 | 97    | 114     | 33      | 31      | 33      |
| San Martín de Tucumán   | 0.842 | 32    | 38      | N/A     | N/A     | 32      |
| Deportivo Armenio       | 0.776 | 59    | 76      | N/A     | 34      | 25      |

Il San Martín de Tucumán e il Deportivo Armenio furono retrocessi per la peggior media-punti.